# Templo María Madre de la Iglesia, Huexotitla (Puebla)
El Templo María Madre de la Iglesia es un templo religioso de culto católico, más conocido como Huexo por los miembros de esa comunidad, por estar ubicado en la colonia de Huexotitla, en este templo existe una comunidad dirigida por los Misioneros del Espíritu Santo.  Se ubica en la 43 Poniente y Privada de la 16 de septiembre en la Ciudad de Puebla, capital del Estado del mismo nombre, en México.

## Historia
La Comunidad María Madre de la Iglesia " Huexotitla " como se le conoce, se funda canónicamente en el año de 1976. 
El trabajo Pastoral de los Misioneros del Espíritu Santo en esta Comunidad inicia en el año de 1972 con el movimiento de Renovación Carismática, el cual es suspendido por un par de años por el Arzobispo Octaviano Márquez y Toriz; sin embargo, en el año de 1975 se autoriza que reinicien las actividades de este movimiento, las que terminan en el año de 1982, para dar inicio a la Evangelización de Adultos. 
El Organismo de Pastoral Familiar, comprende la formación catequética de niños y la Escuela de Padres. En el año de 1976 se inicia con el nombre de "Familias Educadoras en la Fe ", ofreciendo a los niños una formación catequética no sólo para realizar su primera Comunión, sino además con la intención de una formación más completa que incluya cursos posteriores para que el niño siga formándose y alimentando su fe. Y en el año de 1999 surgen la Escuela de Padres , en donde se imparten cursos para Padres de familia. 
En el año de 1978 se inició en la Comunidad el grupo de Apostolado de la Cruz, que es una agrupación de cristianos que buscan la transformación en Cristo Sacerdote y Víctima y que trabajan por comunicar a otros esta espiritualidad sacerdotal a través de su acción apostólica. 
En cuanto a la Obra de Alianza de Amor, como sabemos, es fundada en la Ciudad de Puebla por Monseñor Ramón Ibarra y González el 8 de noviembre de 1909, en donde se conforma un grupo de señoras que se reúnen en la Casa de las Religiosas de la Cruz; sin embargo, ante la necesidad de querer integrarse un grupo de matrimonios y jóvenes, surge en el año de 1992 en la Comunidad María Madre de la Iglesia el grupo de Alianza de Amor con el Sagrado Corazón de Jesús, "Centro de María Virgen de Pentecostés". 
En el año de 1983 surge la Evangelización Juvenil. 
Un año más tarde, en 1984 se inician los trabajos de los grupos de Éxodo para adolescentes de 12 a 16 años y de Misiones como parte de la Pastoral Juvenil y es hasta 1998 que surge el grupo de Emaús para atender la formación de jóvenes de 15 a 18 años. 
En el año de 1998 surge como parte del Organismo Evangelización de Adultos, la Escuela de Evangelizadores , con la finalidad de promover una formación permanente en lo doctrinal, espiritual y didáctico - pedagógica de los todos agentes de evangelización de los diferentes Organismos de la Comunidad y así, dar respuesta a la exhortación del Papa Juan Pablo II de una nueva evangelización, nueva en sus métodos, en su ardor, y en su expresión. Actualmente la Escuela de Evangelizadores sigue funcionando en la Comunidad como un Ministerio con el nombre de Instituto de Formación de Agentes de Pastoral. 
Y en el año 2001 , ante la necesidad de evangelizar desde la familia se conforma el Organismo de Pastoral Matrimonial , que cuenta actualmente con los ministerios de Separados y Divorciados (Sepas) en 2004 y "2 x Siempre" para novios en 2005 . 
Actualmente la Pastoral de la Comunidad está formada por seis Organismos y nueve Ministerios , con una población en formación aproximadamente de 2.500 personas , siendo el Organismo de Evangelización de Adultos el que tiene la mayor población de la Comunidad en formación, de 950 a 1,050 evangelizandos con un índice de perseverancia del 85 % y un total de 215 evangelizadores que integran los equipos de trabajo de los 18 grupos de este Organismo. 